# Качурка Маркема
Качурка Маркема, или качурка Маркхама (лат. Hydrobates markhami) — вид морских птиц из семейства качурок. Видовое название дано в честь британского путешественника, морского офицера сэра Альберта Маркема (1841—1918).
Вид распространён в тропической зоне на востоке Тихого океана. В период с июля по сентябрь птицы находятся над тёплыми, экваториальными водами, тогда как между январём и июлем вид мигрирует в более прохладные воды Перуанского течения и дальше на запад. Размножается на полуострове Паракас на побережье центрального Перу и в пустыне Атакама на юге Перу и севере Чили.
Во внебрачный период живёт в открытом море. Питается планктоном, ракообразными и другими беспозвоночными. Гнездится в колониях на солончаках. Яйца откладывают между апрелем и августом. Днём птицы летят к морю на кормление, а вечером возвращаются к гнёздам. В Чили места гнездования вида находятся в 50 км от моря.
Вид охраняется в национальном парке Паракас (Перу).